# Jerzy Kulej
Jerzy Zdzisław Kulej (Częstochowa, 19 oktober 1940 – Warschau, 13 juli 2012) was een Pools bokser en politicus. Hij werd olympisch kampioen in de halfweltergewichtklasse op de Olympische Spelen van 1964 en op de Olympische Spelen van 1968. Ook won hij twee keer de Europese kampioenschappen boksen.
Van 2001 tot 2005 zat hij namens de Alliantie van Democratisch Links in het Poolse parlement.

## Erelijst

### Olympische Spelen
- 1968 in Tokio, Japan (–63,5 kg)
- 1964 in Mexico-Stad, Mexico (–63,5 kg)

### Europese kampioenschappen
- 1965 in Oost-Berlijn, Duitsland (–63,5 kg)
- 1963 in Moskou, Rusland (–63,5 kg)
- 1967 in Rome, Italië (–63,5 kg)

1952: Charles Adkins ·
1956: Vladimir Jengibarjan ·
1960: Bohumil Němeček ·
1964: Jerzy Kulej ·
1968: Jerzy Kulej ·
1972: Ray Seales ·
1976: Ray Leonard ·
1980: Patrizio Oliva ·
1984: Jerry Page ·
1988: Vjatsjeslav Janovski ·
1992: Héctor Vinent ·
1996: Héctor Vinent ·
2000: Moechammadkadyr Abdoellajev ·
2004: Manus Boonjumnong ·
2008: Manuel Félix Díaz ·
2012: Roniel Iglesias ·
2016: Fazliddin Gaibnazarov